# Once Brewed
 (février 2024).
Once Brewed est un village du Northumberland, en Angleterre.